# El incendio
El incendio ist ein Beziehungsdrama von Juan Schnitman aus dem Jahr 2015. Der Film wurde auf der 65. Berlinale am 6. Februar 2015 in der Sektion Panorama erstmals aufgeführt.

## Handlung
Lucía und Marcelo stehen vor dem Kauf einer Eigentumswohnung. Der Kauf- bzw. Schlüsselübergabetermin verzögert sich um einen Tag und bietet somit die Möglichkeit die einschneidende, die Zukunft auf lange Zeit bestimmende Entscheidung zu überdenken. Erzählt wird in einer Nahaufnahme der Verlauf dieses Tages, in dem Kommunikationsmuster, berufliche und gesundheitliche Probleme, Hoffnungen und Wünsche zu Tage treten. Die Situation eskaliert sowohl in verbaler als auch in körperlicher Hinsicht.

## Hintergrund
Nach Angaben des Regisseurs spiegelt die Nervosität der Beziehung des Paares die gesellschaftliche Anspannung in Argentinien derzeit wider.